# Niphona lateraliplagiata
Niphona lateraliplagiata es una especie de escarabajo longicornio del género Niphona, tribu Pteropliini, subfamilia Lamiinae. Fue descrita científicamente por Breuning en 1943.
La especie se mantiene activa durante el mes de mayo.

## Descripción
Mide 20 milímetros de longitud.

## Distribución
Se distribuye por China, Birmania y Vietnam.